# Nguyễn Văn Toàn (futbolista nacido en 1996)
Nguyễn Văn Toàn (Hải Dương, 12 de abril de 1996) es un futbolista vietnamita que juega en la demarcación de delantero para el Thep Xanh Nam Dinh FC de la V.League 1.

## Selección nacional
Tras jugar en varias categorías inferiores de la selección, finalmente hizo su debut con la selección absoluta de Vietnam el 24 de marzo de 2016 en un encuentro de clasificación para la Copa Mundial de Fútbol de 2018 contra Taiwán que finalizó con un resultado de 4-1 a favor del combinado vietnamita tras dos dobletes de Lê Công Vinh y del propio Nguyễn Văn Toàn para Vietnam, y de Wu Chun-ching para Taiwán.

## Clubes
| Club                  | País          | Año       | Partidos | Goles |
| --------------------- | ------------- | --------- | -------- | ----- |
| Hoang Anh Gia Lai FC  | Vietnam       | 2015-2022 | 189      | 48    |
| Seoul E-Land FC       | Corea del Sur | 2022-2023 | 10       | 0     |
| Thep Xanh Nam Dinh FC | Vietnam       | 2023-     | 37       | 6     |